# Королевское общество Канады
Королевское общество Канады (англ. Royal Society of Canada) — ведущая национальная организация Канады по поддержке и популяризации образования и научных исследований. Основанное в 1882 году и первоначально включавшее 80 членов Королевское общество Канады в настоящее время состоит из трёх академий: Академии искусств и гуманитарных наук (англ. Academy of the Arts and Humanities), Академии общественных наук (англ. Academy of Social Sciences) и Академии наук (англ. Academy of Science; под эгидой последней находятся точные, естественные и прикладные науки и технологии). К концу XX века в Королевском обществе Канады состояло около 1600 членов, а во втором десятилетии XXI века их число превышало 2000 (включая иностранных членов и почётных академиков).

## История
Королевское общество Канады было основано в 1882 году тогдашним генерал-губернатором — маркизом Лорном. Первых членов Королевского общества отбирали два человека, впоследствии ставшие его первыми президентами — ректор Университета Макгилла Джон Уильям Доусон и бывший премьер Квебека Пьер-Жозеф-Оливье Шово. Первые 80 членов Королевского общества были объединены в четыре секции — французской и английской литературы и сопутствующих дисциплин, математики и физики и геологии и биологии. Среди академиков первого набора были изобретатель системы часовых поясов Сэндфорд Флеминг и один из ведущих врачей своего времени Уильям Ослер. В дальнейшем новых членов Королевского общества избирали уже действующие.
До 1938 года в рядах Королевского общества состояли исключительно мужчины. Первой женщиной-академиком стала геолог и палеонтолог Элис Уилсон. В 2005 году женщина (литературовед Патрисия Демерс) впервые стала президентом Королевского общества.
В первые 129 лет своего существования Королевское общество не имело постоянной штаб-квартиры. Это положение изменилось, когда в 2011 году на 500 тысяч долларов, завещанных бывшим президентом Королевского общества Уильямом Лиссом, был приобретён старинный дом в центре Оттавы, служивший до этого гостиницей. Отремонтированный и перестроенный особняк был назван Уолтер-хаузом, в честь матери Лисса Этель Берты Уолтер.

## Структура
Королевское общество Канады в настоящее время состоит из трёх академий: Академии искусств и гуманитарных наук (англ. Academy of the Arts and Humanities), Академии общественных наук (англ. Academy of Social Sciences) и Академии наук (англ. Academy of Science; под эгидой последней находятся точные, естественные и прикладные науки и технологии). К концу XX века в Королевском обществе Канады состояло около 1600 членов.
Академия искусств и гуманитарных наук включает три подразделения: англоязычное отделение гуманитарных наук, франкоязычное отделение гуманитарных наук (фр. Lettres et sciences humaines) и двуязычное отделение искусств (включающее также архитектуру и художественную литературу).
Академия общественных наук состоит из двух отделений — англоязычного и франкоязычного. В Академии наук четыре двуязычных отделения: прикладных наук и технологий (англ. Applied Sciences and Engineering); наук о Земле, океане и атмосфере; биологии (англ. Life Sciences); и математики и физики.
С 2004 года в Королевском обществе Канады действует программа организационного членства. В число организаций-членов Королевского общества входят Национальный совет Канады по научным исследованиям (англ. National Research Council Canada), Национальная лаборатория физики элементарных частиц и ядерной физики TRIUMF и более 50 университетов Канады.

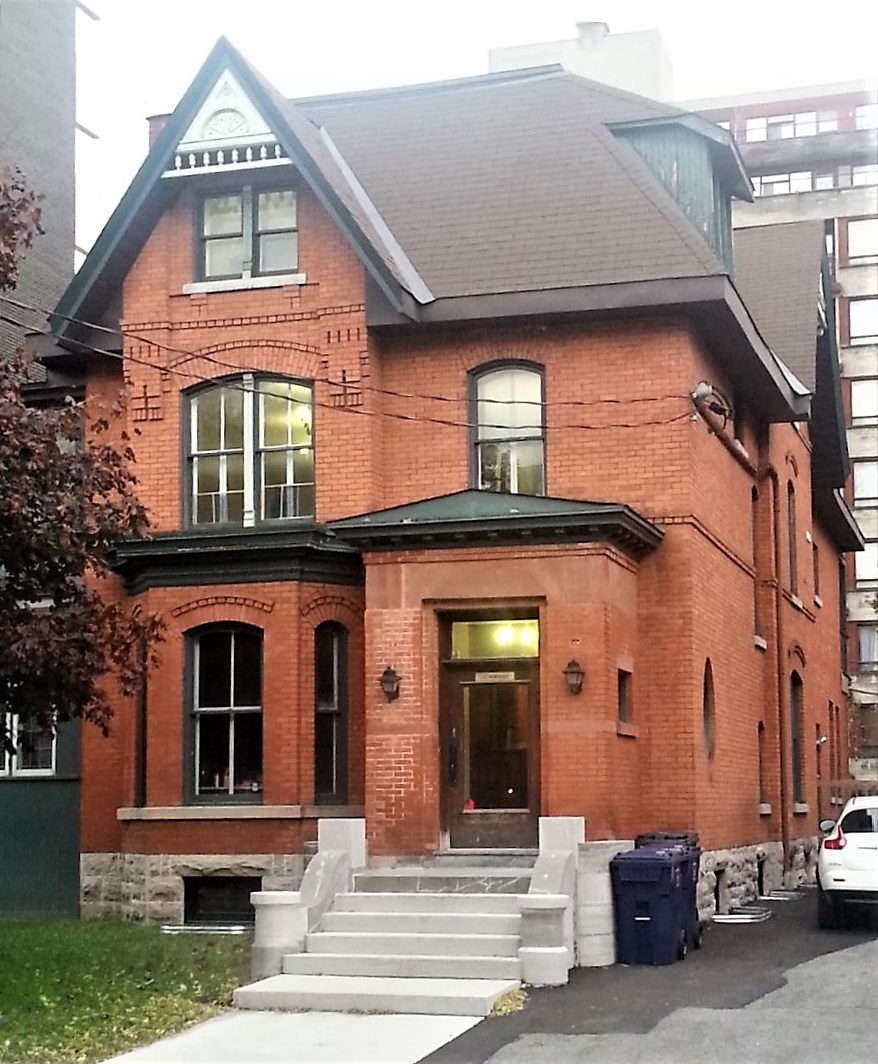
Главный офис Королевского общества Канады в Оттаве

Основным органом, определяющим политику Королевского общества Канады, является его Совет. В состав Совета входят 20 членов:
- Семь исполнительных директоров, включая президента Королевского общества, предыдущего или следующего президента, президентов трёх академий, Почётного секретаря и Почётного казначея
- Секретари трёх академий
- Почётный редактор
- Иностранный секретарь
- Секретарь экспертного совета
- Председатель комитета по награждениям
- Председатель комитета по поддержке женщин в науке
- Председатель президентского совета
- Два представителя Академии наук
- Два представителя организаций-членов

Между заседаниями Совета властными полномочиями обладает его Исполнительный комитет, состоящий из семи исполнительных директоров, председателя президентского совета и одного представителя организаций-членов.

## Членство
В настоящее время, в зависимости от процедуры избрания, насчитывается четыре категории членов Королевского общества: регулярно избираемые члены, экстраординарные члены (англ. Specially Elected Fellows), почётные члены и иностранные члены. В год, согласно уставу Королевского общества, дополнительно избирается до 75 регулярных, до 7 экстраординарных и до 4 иностранных членов (последние избираются из лиц, не являющихся ни гражданами, ни жителями Канады, чей вклад, однако, явно способствовал целям развития образования и науки и имеет очевидное значение для Канадского общества). В каждую президентскую каденцию по представлению действующего президента Королевского общества может быть избрано не более двух почётных академиков. В общей сложности за время деятельности Королевского общества его членами становились более 3700 человек, из которых более 2000 живы к настоящему времени.